# Ateneum för flickor

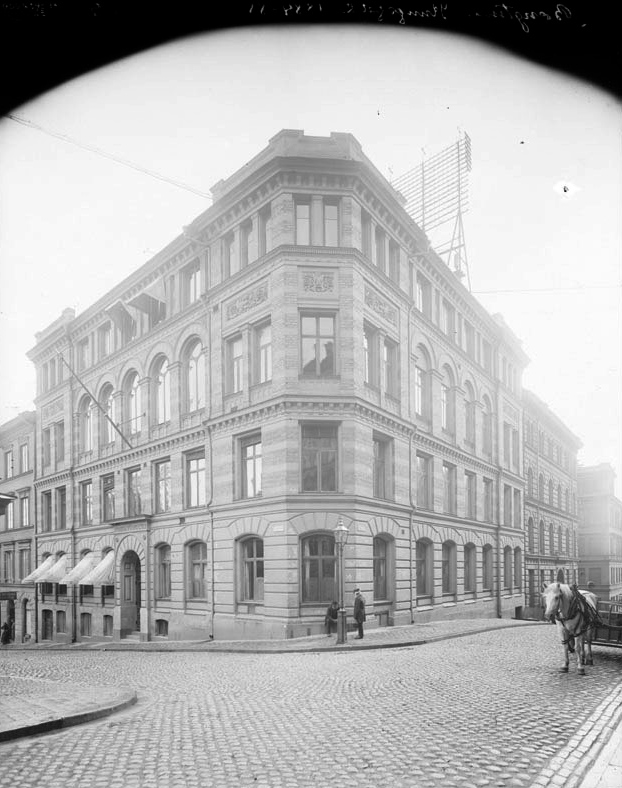
Skolbyggnaden på Kungsgatan

Ateneum för flickor var en privat flickskola i Stockholm mellan åren 1878 och 1939.
Skolan grundades 1878 av rektor Johan Löfvén och hans hustru Anna Löfvén och kallades Primär- och elementarskolan i Stockholm. 1881 sammanslogs denna med Hammarstedtska skolan och Clara Strömbergs skola och bildade Ateneum för flickor. Det blev det den andra flickskolan i Sverige med examensrätt, efter Wallinska skolan 1874. Ingen annan flickskola i Sverige fick samma rätt förrän Lyceum för flickor åtta år senare. Ateneum för flickor hade dock endast denna rätt tillfälligt, och förlorade den igen 1882.
Skolan kom att bli en av Sveriges största kvinnliga läroanstalter, med omkring 700 elever på 1920-talet. Den högre flickskolan omfattade då 11-klasser med småskollärarinneseminarium, realskola, förberedande kurs för inträde i Gymnastiska Centralinstitutet och husmoderskurs (Ateneums skolköksseminarium). Även pojkar gick i de lägre klasserna.
Skolan har med åren haft flera adresser:
- 1878–1881 Luntmakargatan 5
- 1881–1885 Brunkebergstorg 2
- 1885–1910 Kungsgatan 40 (i nyuppfört skolhus)

1910 lät man uppföra ett nytt skolhus i hörnet Adolf Fredriks kyrkogata och Sveavägen 48 (dåvarande Stora Badstugatan 28). Det sju våningar höga jugendhuset ritades av Hagström & Ekman.
Då flickskolorna 1939 kommunaliserades slogs skolan samman med Annaskolan-Detthowska skolan och Brummerska skolan och bildade Norrmalms kommunala flickskola. Undervisningen fortsatte i lokalerna fram till 1948 då ombyggnaden av Brummerska skolan var färdig. Huset byggdes om till kontor 1949, då även en våning byggdes på. I samband med ombyggnaden av det intilliggande Thulehuset 2011 gjordes byggnaden om till hotell.